# Simulium estevezi
Simulium estevezi är en tvåvingeart som beskrevs av Vargas 1945. Simulium estevezi ingår i släktet Simulium och familjen knott. Inga underarter finns listade i Catalogue of Life.